# 赫罗尔·延松
赫罗尔·延松（丹麥語：Herold Jansson，1899年11月13日—1965年4月23日），丹麦男子竞技体操及跳水运动员。他曾代表丹麦获得1920年夏季奥运会体操比赛男子团体自由式金牌。他也参加了1920年和1924年奥运会的跳水比赛。